# Países de ingresos altos

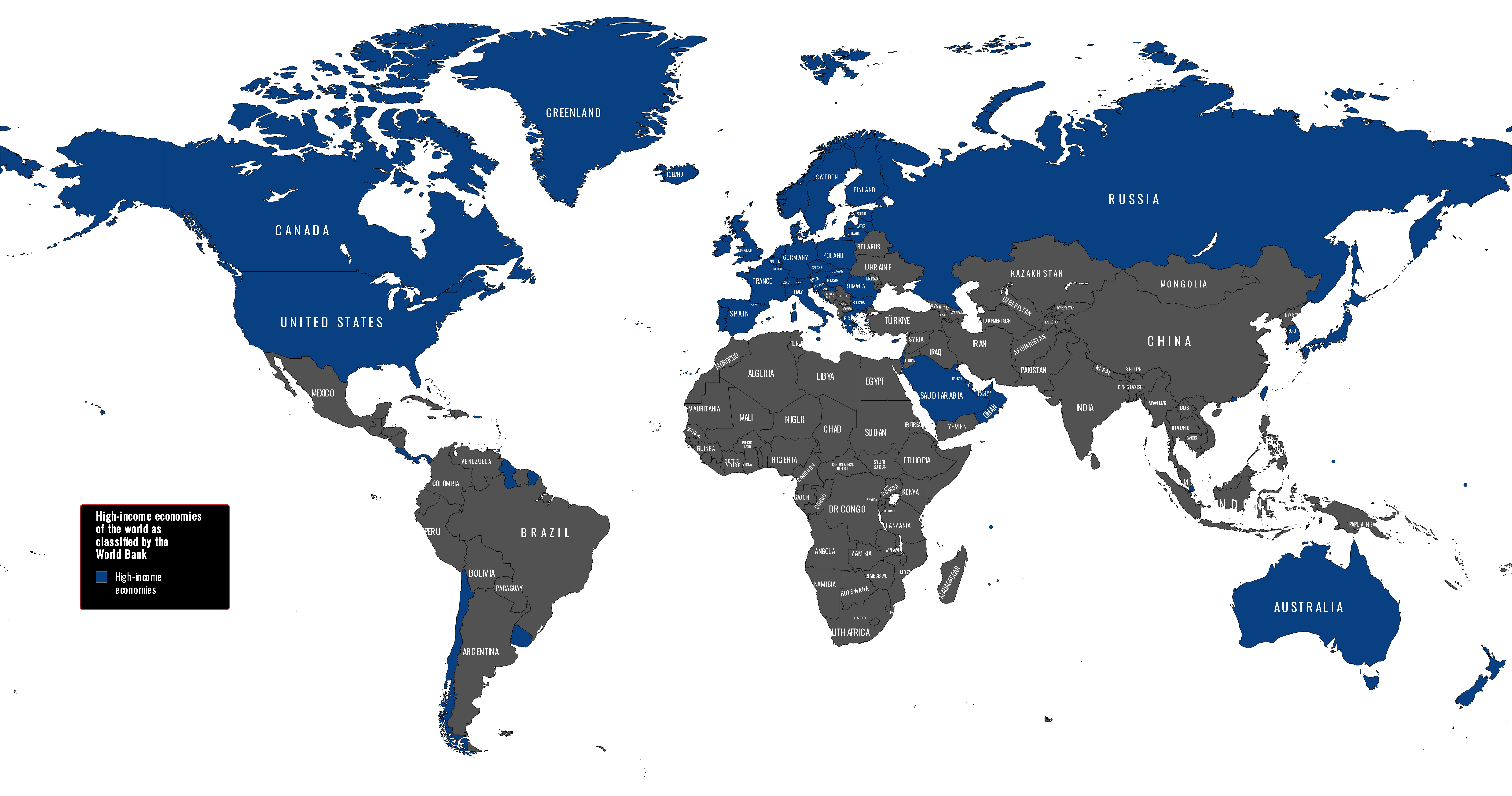
Países de altos ingresos en el 2023

Una economía de altos ingresos se define, por el Banco Mundial, como un país con un ingreso nacional bruto per cápita de US$ $13,935 o más en 2024, calculada con el método Atlas, y se considera uno de los indicadores de desarrollo económico, acompañando usualmente la categoría de "país desarrollado". Mientras que el término "ingreso alto" se utiliza a menudo de manera intercambiable con el "Primer Mundo" y "país desarrollado", las definiciones técnicas de estos términos son distintas. El término "Primer Mundo" se refiere comúnmente a los países prósperos que se alinearon con los EE. UU. y la OTAN durante la Guerra Fría. Varias instituciones, como la Agencia Central de Inteligencia (CIA) o el Fondo Monetario Internacional (FMI), tienen factores distintos de altos ingresos per cápita en cuenta para la clasificación de los países como "desarrollados" o "economías avanzadas", el Banco Mundial actualiza su lista de países de altos ingresos y cambios en sus clasificaciones y umbrales todos los 1 de julio.
Según las Naciones Unidas, por ejemplo, algunos países de altos ingresos también pueden ser los países en desarrollo. Los países del CCG (Estados del Golfo Pérsico), por ejemplo, se clasifican en desarrollo de los países de altos ingresos. Por lo tanto, un país de altos ingresos puede ser clasificado como desarrollado o en desarrollo. Si bien el Estado de la Ciudad del Vaticano es un Estado soberano, no está clasificado por el Banco Mundial bajo esta definición.

## Lista de las economías de ingresos altos
Según el Banco del mundo los siguientes territorios se clasifican como "economías de altos ingresos" según datos del 1 de julio de 2025. Entre paréntesis el año (s) durante el cual se celebró dicha clasificación.
| - Alemania (1987-) - Andorra (1990-) - Antigua y Barbuda (2002, 2005–08, 2012–) - Arabia Saudita (1987-89, 2004-) - Aruba (1987-90, 94-) - Australia (1987-) - Austria (1987-) - Bahamas (1987-) - Barbados (1989, 2000, 2002, 2006-) - Baréin (1987-89, 2001-) - Bélgica (1987-) - Bermudas (1987-) - Brunéi (1987, 1990-) - Bulgaria (2023-) - Canadá (1987-) - Islas Caimán (1993-) - Islas del Canal (1987-) - Catar (1987-) - Chile (2012-) - Costa Rica (2024-) - Curazao (2010-) - Chipre (1988-) - Croacia (2008-2015, 2017-) - República Checa (2006-) - Dinamarca (1987-) - EAU (1987-) - Eslovaquia (2007-) - Eslovenia (1997-) | - España (1987-) - Estados Unidos (1987-) - Estonia (2006-) - Islas Feroe (1987-) - Finlandia (1987-) - Francia (1987-) - Polinesia Francesa (1990-) - Gibraltar (2009-10) - Grecia (1996-) - Groenlandia (1987-) - Guam (1987-89, 95-) - Guyana (2022-) - Hong Kong - Hungría (2007-11, 2014-) - Irlanda (1987-) - Islandia (1987-) - Isla de Man (1987-89, 2002-) - Islas Marianas del Norte (1995-2001, 2007-) - Israel (1987-) - Italia (1987-) - Japón (1987-) - Corea del Sur (1995-97, 2001-) - Kuwait (1987-) - Letonia (2009, 2012-) - Liechtenstein (1994-) - Lituania (2012-) - Luxemburgo (1987-) - Macao (1994-) - Malta (1989, 1998, 2000, 2002-) | - Mónaco (1994-) - Nauru (2015, 2019-) - Nueva Caledonia (1995-) - Nueva Zelanda (1987-) - Noruega (1987-) - Omán (2007-) - Países Bajos (1987-) - Palaos (2016–) - Panamá (2017-2019, 2021-) - Portugal (1994-) - Puerto Rico (1989, 2002-) - Rumania (2019-) - Rusia (2012-2014, 2023-) - San Cristóbal y Nieves (2012-) - San Marino (1991-93, 2000-) - San Martín (Francia) (2010-) - San Martín (Países Bajos) (2010-) - Seychelles (2014–) - Singapur (1987-) - Suecia (1987-) - Suiza (1987-) - República de China - Trinidad y Tobago (2006-) - Islas Turcas y Caicos (2009-) - Reino Unido (1987-) - Uruguay (2012-) - Islas Vírgenes Británicas (2015-) - Islas Vírgenes de los Estados Unidos (1987-) |

### Antiguas economías de ingresos altos
- Antillas Neerlandesas (1994–2009)
- Argentina (2013, 2015, 2017)
- Guinea Ecuatorial (2007-2014)
- Mayotte (1990)
- Samoa Americana (1987-89)
- Venezuela (2014)

## Cifras históricas
El umbral de renta alta se estableció originalmente en 1989 en 6000 dólares estadounidenses a precios de 1987. Los umbrales para los años siguientes se ajustaron teniendo en cuenta la inflación media en los países del G-5 (los Estados Unidos, el Reino Unido, Japón, Alemania y Francia), y desde 2001, el de Japón, el Reino Unido, los Estados Unidos y la zona euro, por lo tanto, los umbrales se mantienen constantes en términos reales en el tiempo, para asegurar que ningún país cae justo en el umbral, los datos de los países se han redondeado al 10 más cercano y los umbrales de renta se redondean al 5 más cercano.
La siguiente tabla muestra el umbral de ingresos altos a partir de 1987, los países con un ingreso nacional bruto per cápita por encima de este umbral (calculado utilizando el método Atlas) son clasificados por el Banco Mundial como "economías de altos ingresos".
| Año  | Ingresos US$ | Fecha de clasificación   |
| ---- | ------------ | ------------------------ |
| 1987 | 6,000        | 2 de octubre de 1988     |
| 1988 | 6,000        | 13 de septiembre de 1989 |
| 1989 | 6,000        | 29 de agosto de 1990     |
| 1990 | 7,620        | 11 de septiembre de 1991 |
| 1991 | 7,910        | 24 de agosto de 1992     |
| 1992 | 8,355        | 9 de septiembre de 1993  |
| 1993 | 8,625        | 2 de septiembre de 1994  |
| 1994 | 8,955        | 8 de junio de 1995       |
| 1995 | 9,385        | 3 de junio de 1996       |
| 1996 | 9,645        | 1 de julio de 1997       |
| 1997 | 9,655        | 1 de julio de 1998       |
| 1998 | 9,360        | 1 de julio de 1999       |
| 1999 | 9,265        | 1 de julio de 2000       |
| 2000 | 9,265        | 1 de julio de 2001       |
| 2001 | 9,205        | 1 de julio de 2002       |
| 2002 | 9,075        | 1 de julio de 2003       |
| 2003 | 9,385        | 1 de julio de 2004       |
| 2004 | 10,065       | 1 de julio de 2005       |
| 2005 | 10,725       | 1 de julio de 2006       |
| 2006 | 11,115       | 1 de julio de 2007       |
| 2007 | 11,455       | 1 de julio de 2008       |
| 2008 | 11,905       | 1 de julio de 2009       |
| 2009 | 12,195       | 1 de julio de 2010       |
| 2010 | 12,275       | 1 de julio de 2011       |
| 2011 | 12,475       | 1 de julio de 2012       |
| 2012 | 12,615       | 1 de julio de 2013       |
| 2013 | 12,745       | 1 de julio de 2014       |
| 2014 | 12,735       | 1 de julio de 2015       |
| 2015 | 12,475       | 1 de julio de 2016       |
| 2016 | 12,236       | 1 de julio de 2017       |
| 2017 | 12,056       | 1 de julio de 2018       |
| 2018 | 12,376       | 1 de julio de 2019       |
| 2019 | 12,536       | 1 de julio de 2020       |
| 2020 | 12,696       | 1 de julio de 2021       |
| 2021 | 13,205       | 1 de julio de 2022       |
| 2022 | 13,845       | 1 de julio de 2023       |
| 2023 | 14,005       | 1 de julio de 2024       |
| 2024 | 13,935       | 1 de julio de 2025       |